# Episodi di Avventure lungo il fiume (seconda stagione)
La seconda stagione della serie televisiva Avventure lungo il fiume (Riverboat) è andata in onda negli Stati Uniti dal 19 settembre 1960 al 2 gennaio 1961 sulla NBC.
| nº | Titolo originale              | Prima TV USA      | Titolo italiano | Prima TV Italia |
| -- | ----------------------------- | ----------------- | --------------- | --------------- |
| 1  | End of a Dream                | 19 settembre 1960 |                 |                 |
| 2  | That Taylor Affair            | 26 settembre 1960 |                 |                 |
| 3  | The Two Faces of Grey Holden  | 3 ottobre 1960    |                 |                 |
| 4  | River Champion                | 10 ottobre 1960   |                 |                 |
| 5  | No Bridge on the River        | 24 ottobre 1960   |                 |                 |
| 6  | Trunk Full of Dreams          | 31 ottobre 1960   |                 |                 |
| 7  | The Water of Gorgeous Springs | 7 novembre 1960   |                 |                 |
| 8  | Devil in Skirts               | 21 novembre 1960  |                 |                 |
| 9  | The Quota                     | 28 novembre 1960  |                 |                 |
| 10 | Chicota Landing               | 5 dicembre 1960   |                 |                 |
| 11 | Duel on the River             | 12 dicembre 1960  |                 |                 |
| 12 | Zigzag                        | 26 dicembre 1960  |                 |                 |
| 13 | Listen to the Nightingale     | 2 gennaio 1961    |                 |                 |

## End of a Dream
- Prima televisiva: 19 settembre 1960

### Trama
- Guest star: Alice Backes (TBD), Theodore Newton (TBD), Anthony Jochim (TBD), Harry Swoger (TBD), Cliff Robertson (Martinus Van Der Brig), Dick Wessel (Carney Kohler), Robert J. Wilke (Red Dog Hanlon), June Vincent (contessa de Madrigal), Ben Wright (Shaftoe), George Mitchell (TBD), Adrienne Marden (TBD), Susan Cummings (Tekia Kronen)

## That Taylor Affair
- Prima televisiva: 26 settembre 1960

### Trama
- Guest star: William Giorgio (TBD), Milton Frome (governatore De Witt), Paul Fix (Zachary Taylor), Peter Hornsby (TBD), Arlene Dahl (Lucy Belle), Jack Lambert (Joshua Walcek), Dick Wessel (Carney Kohler), Robert Ellenstein (sceriffo Stone), Stanley Adams (capitano Morgan), Gilman Rankin (Pierce)

## The Two Faces of Grey Holden
- Prima televisiva: 3 ottobre 1960

### Trama
- Guest star:

## River Champion
- Prima televisiva: 10 ottobre 1960

### Trama
- Guest star: Norma Crane (Sarah Prentice), Ralph Reed (Bates), George Kennedy (Gunner Slagle), Slim Pickens (Porter Slagle), Dennis O'Keefe (Dan Muldoon), Dick Wessel (Carney Kohler), Denny Miller (Dublin Boy), Jack Lambert (Joshua Walcek), Charles Horvath (Fighter), John Harmon (Gordon), Jack Hogan (Fletcher), Terry Frost (Glen City Sheriff)

## No Bridge on the River
- Prima televisiva: 24 ottobre 1960

### Trama
- Guest star: Denver Pyle (Jim Bledsoe), Bartlett Robinson (Grimes), Hayden Rorke (Ferdinand Maret), Patricia Michon (Marie Maret), Tyler McVey (giudice), Sandy Kenyon (Abraham Lincoln)

## Trunk Full of Dreams
- Prima televisiva: 31 ottobre 1960

### Trama
- Guest star: Hugh Sanders (Beauregard), Mary Tyler Moore (Lilly Belle), Bethel Leslie (Juliet), Willard Waterman (de Lesseps), Jody Fair (Birdie Belle), Raymond Massey (Sir Oliver Garrett)

## The Water of Gorgeous Springs
- Prima televisiva: 7 novembre 1960

### Trama
- Guest star: Jocelyn Brando (Charity Jennings), Gregory Walcott (Salem Cox), Sherry Jackson (Inez Cox), Barry Atwater (Gould Jennings), Dodie Heath (Lovie Jennings), Buddy Ebsen (Niles Cox)

## Devil in Skirts
- Prima televisiva: 21 novembre 1960

### Trama
- Guest star: Arthur Batanides (Matt Jennings), Brad Weston (Tony), Frank Silvera (colonnello Ashley), Gloria Talbott (Lucinda)

## The Quota
- Prima televisiva: 28 novembre 1960

### Trama
- Guest star: James Griffith (caporale Sam Giler), Gene Evans (sergente Dan Phillips), Tom Gilleran (Joe Rogers), Ron Hagerthy (Phelan), Stuart Randell (generale Winfield Scott)

## Chicota Landing
- Prima televisiva: 5 dicembre 1960

### Trama
- Guest star: John Harmon (sceriffo Matson), Connie Hines (Lucy Bridges), Joe De Santis (Juan Cortilla)

## Duel on the River
- Prima televisiva: 12 dicembre 1960

### Trama
- Guest star: Fay Spain (Laurie Rawlins), Claude Akins (Beaudry Rawlins), Robert Emhardt (Brian Cloud), Edgar Buchanan (Wingate)

## Zigzag
- Prima televisiva: 26 dicembre 1960

### Trama
- Guest star: Don Kelly (Clyde), John Milford (Egan), Stella Stevens (Sugie Walters), William Fawcett (Pinty Winters), Phil Tully (barista), Tom Fadden (Lear), Ray Teal (sceriffo Clay), Charles Bronson (Crowley)

## Listen to the Nightingale
- Prima televisiva: 2 gennaio 1961

### Trama
- Guest star: Jack Albertson (Samson J. Binton), Jeanne Bal (Julie Lang), DeForest Kelley (Alex Jeffords), Claire Carleton (Billie)